# Provinciale weg 603
De provinciale weg 603 (N603) is een voormalige provinciale weg in Noord-Brabant. De weg vormt een verbinding tussen de A50 ter hoogte van Nistelrode en Oss. De weg is sinds 2006 volledig in beheer en onderhoud bij de gemeenten waarin zij ligt.
De weg is uitgevoerd als tweestrooks-erftoegangsweg met een maximumsnelheid van 60 km/h. In gemeente Bernheze heet de weg Noorderbaan, Heescheweg, Nistelrodeseweg en Osseweg. In de gemeente Oss heet de weg Nieuwe Hescheweg. De provincie Noord-Brabant was verantwoordelijk voor het wegvak tussen Oss en Nistelrode. De weggedeelten binnen de bebouwde kom van Oss, alsmede tussen Nistelrode en de aansluiting op de A50 werden reeds beheerd door de gemeente waarin zij liggen.
Hoewel de weg de A59 tussen Heesch en Oss ongelijkvloers kruist, is er geen aansluiting op deze autosnelweg. Om op de snelweg te komen dient in Oss gebruik te worden gemaakt van een klein gedeelte onderliggend wegennet om bij de aansluiting Oss te komen.
De provincie droeg het laatste gedeelte van de N603 dat zij beheerde in 2006 over aan de gemeente Bernheze daar de provincie het wegbeheer ging beperken tot het regionaal verbindend wegennet en deze weg daar geen onderdeel meer van uitmaakte.
N62 · N69 · N251 · N252 · N253 · N254 · N255 · N256/A256 · N257 · N258 · N260 · N261 · N262 · N263 · N264 · N266 · N267 · N268 · N269 · N270/A270 · N271 · N272 · N273 · N274 · N275 · N276 · N277 · N278 · N279 · N280 · N281 · N282 · N283 · N284 · N285 · N286 · N287 · N288 · N289 · N290 · N291 · N292 · N293 · N294 · N295 · N296 · N296n · N297 · N298 · N300 · N321 · N322 · N324 · N329 · N389 · N394 · N395 · N396 · N397

N556 · N562 · N564 · N570 · N572 · N590 · N595 · N598 · N601 · N602 · N605 · N607 · N612 · N613 · N615 · N616 · N617 · N618 · N620 · N622 · N625 · N629 · N631 · N632 · N637 · N638 · N639 · N640 · N641 · N651 · N652 · N653 · N654 · N655 · N656 · N658 · N659 · N660 · N661 · N662 · N663 · N664 · N665 · N666 · N667 · N668 · N669 · N670 · N671 · N673 · N674 · N675 · N676 · N682 · N683 · N686 · N689 · N690 · N831 · N843

Voormalige provinciale wegen: N299 · N551 · N552 · N553 · N554 · N555 · N560 · N561 · N563 · N565 · N566 · N567 · N568 · N571 · N574 · N580 · N581 · N582 · N583 · N584 · N585 · N586 · N587 · N588 · N589 · N591 · N592 · N593 · N594 · N596 · N597 · N603 · N604 · N606 · N608 · N610 · N611 · N614 · N619 · N621 · N623 · N624 · N626 · N628 · N630 · N634 · N642 · N657